# Naohiro Takahara
Naohiro Takahara (高原 直泰, Takahara Naohiro, 4 juni 1979, Mishima) is een Japans voetballer die als aanvaller speelt.

## Clubcarrière
Hij verruilde in 2010 Urawa Red Diamonds voor Suwon Samsung Bluewings. Eerder speelde hij voor achtereenvolgens Júbilo Iwata, CA Boca Juniors (huur), Hamburger SV en Eintracht Frankfurt.

## Interlandcarrière
Van 2000 tot en met 2008 speelde Takahara 57 interlands voor het Japans voetbalelftal. Op de Azië Cup 2007 scoorde hij vier goals, waardoor hij gedeeld toernooitopscorer werd samen met Younis Mahmoud en Yasser Al-Qahtani.

## Statistieken
| Japans voetbalelftal | Japans voetbalelftal | Japans voetbalelftal |
| Jaar                 | Wed.                 | Dlp.                 |
| -------------------- | -------------------- | -------------------- |
| 2000                 | 11                   | 8                    |
| 2001                 | 4                    | 0                    |
| 2002                 | 4                    | 1                    |
| 2003                 | 8                    | 2                    |
| 2004                 | 5                    | 1                    |
| 2005                 | 7                    | 2                    |
| 2006                 | 5                    | 3                    |
| 2007                 | 9                    | 6                    |
| 2008                 | 4                    | 0                    |
| Totaal               | 57                   | 23                   |

## Erelijst
Júbilo Iwata
- AFC Champions League: 1998/99
- Asian Super Cup: 1999
- J1 League: 1999, 2002
- J.League Cup: 1998
- Fuji Xerox Super Cup:2000

 Hamburger SV
- DFB-Ligapokal: 2003
- UEFA Intertoto Cup: 2005

 Japan onder 16
- AFC U-16 Championship: 1994

 Japan
- AFC Asian Cup: 2000